# Mutigny
Mutigny est une commune française située dans le département de la Marne, en région Grand Est.
Les habitants de Mutigny sont les Mutignats, Mutignates.

## Géographie

### Description

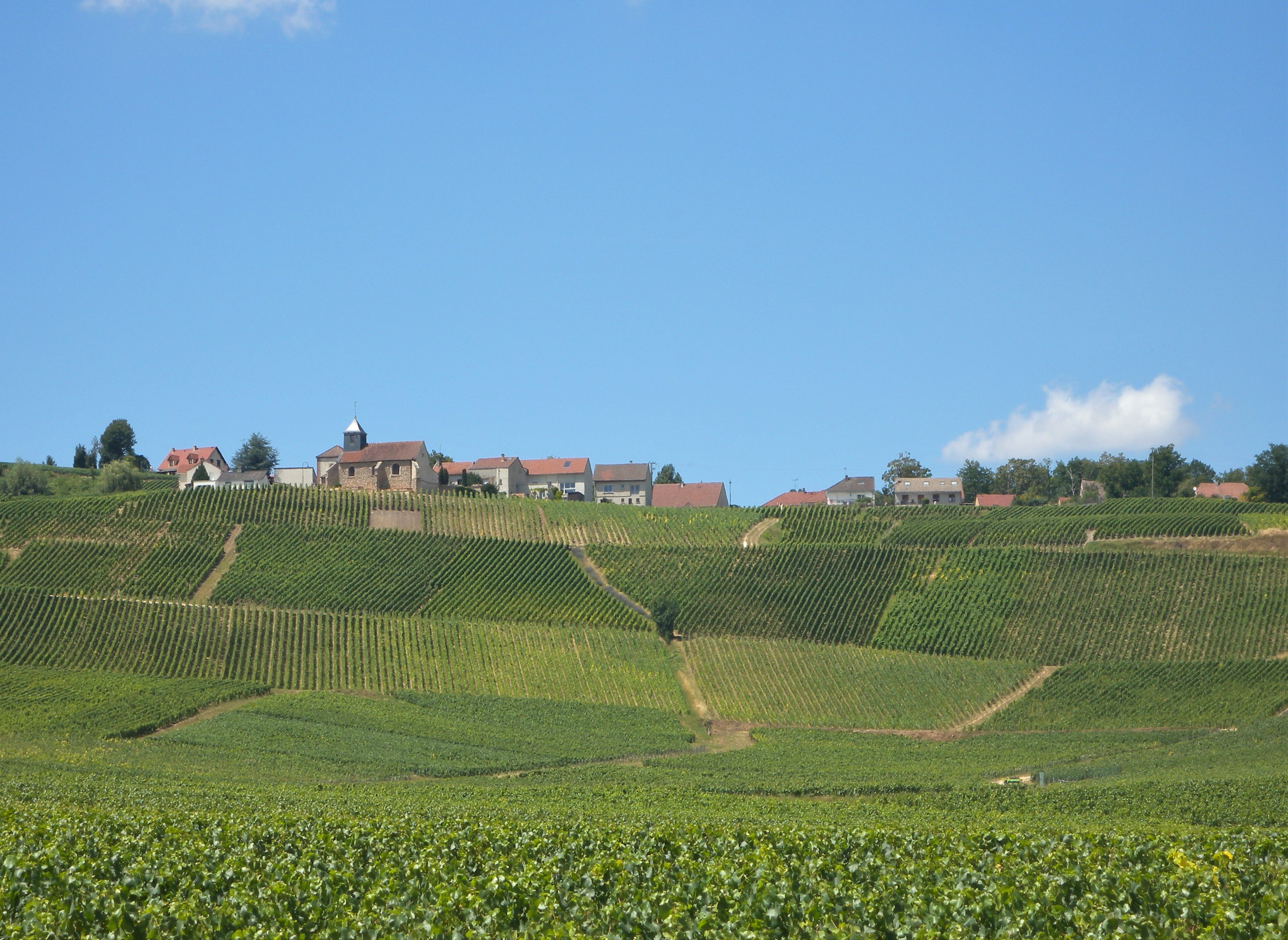
Le village et le vignoble

Mutigny est positionnée sur un promontoire entre vignes et forêts à 240 mètres d'altitude, ce qui lui permet de bénéficier d'exceptionnels points de vue sur la vallée de la Marne, la côte des Noirs et la côte des Blancs.
Mutigny, c'est aussi un regard permanent sur la plaine châlonnaise, Épernay et sa région ainsi que l'aéroport de Vatry. Du point de vue de l'église, on perçoit 45 clochers de village notamment des très grands crus viticoles avec également pour point d'orgue Notre-Dame de l'Épine (15 km de Châlons-en-Champagne).

### Communes limitrophes
| Saint-Imoges | Germaine     |                 |
|              | Mutigny      | Avenay-Val-d'Or |
| Aÿ-Champagne | Aÿ-Champagne |                 |

### Hydrographie
La commune est dans la région hydrographique « la Seine de sa source au confluent de l'Oise (exclu) » au sein du bassin Seine-Normandie. Elle n'est drainée par aucun cours d'eau,.

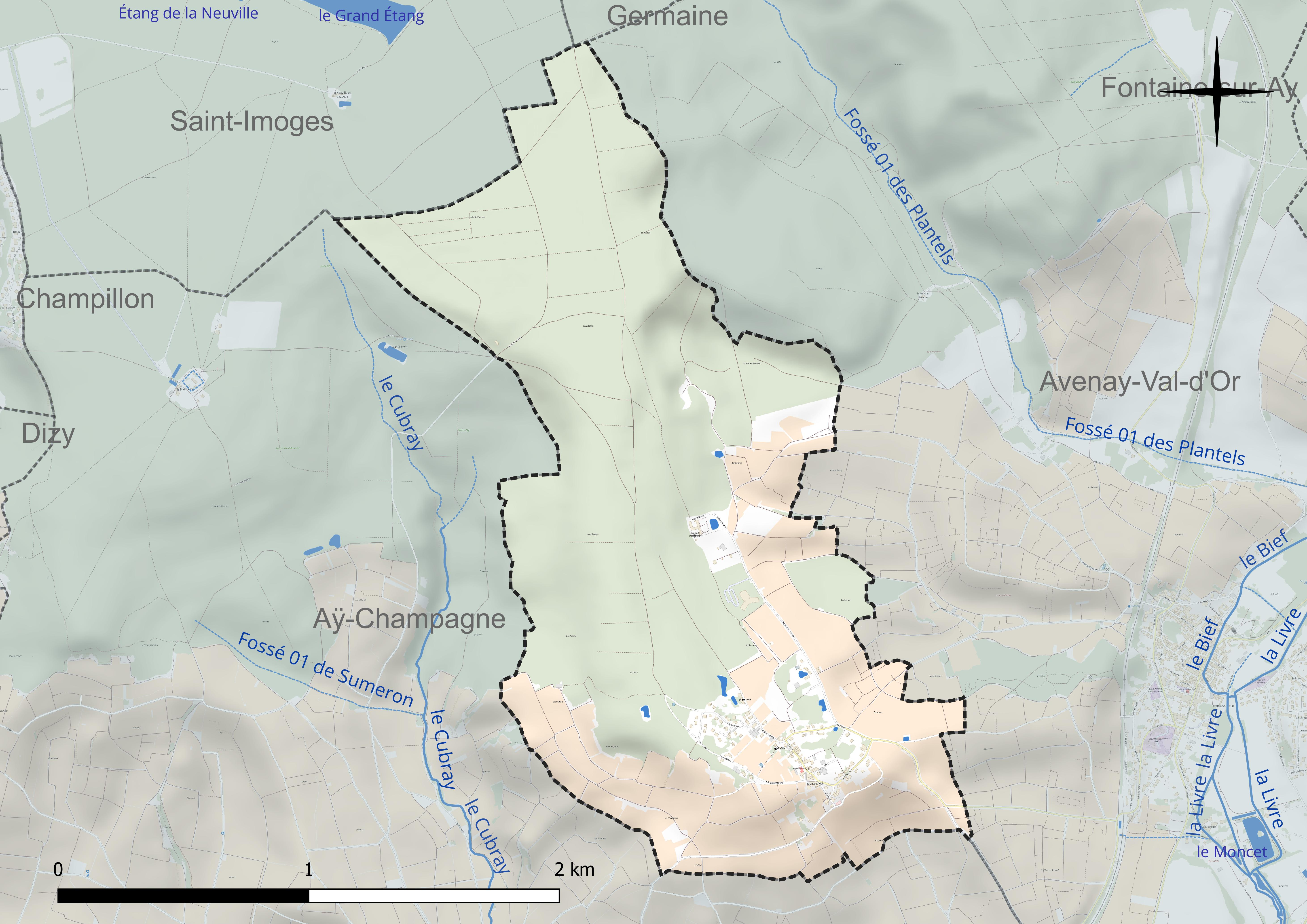
Réseau hydrographique de Mutigny.

### Climat
Pour des articles plus généraux, voir Climat du Grand Est et Climat de la Marne.
En 2010, le climat de la commune est de type climat océanique dégradé des plaines du Centre et du Nord, selon une étude du Centre national de la recherche scientifique s'appuyant sur une série de données couvrant la période 1971-2000. En 2020, Météo-France publie une typologie des climats de la France métropolitaine dans laquelle la commune est exposée à un climat océanique altéré et est dans la région climatique Nord-est du bassin Parisien, caractérisée par un ensoleillement médiocre, une pluviométrie moyenne régulièrement répartie au cours de l’année et un hiver froid (3 °C).
Pour la période 1971-2000, la température annuelle moyenne est de 11 °C, avec une amplitude thermique annuelle de 16,5 °C. Le cumul annuel moyen de précipitations est de 789 mm, avec 11,8 jours de précipitations en janvier et 8 jours en juillet. Pour la période 1991-2020, la température moyenne annuelle observée sur la station météorologique de Météo-France la plus proche, « Chouilly », sur la commune de Chouilly à 5 km à vol d'oiseau, est de 11,4 °C et le cumul annuel moyen de précipitations est de 668,9 mm. 
La température maximale relevée sur cette station est de 40,3 °C, atteinte le 25 juillet 2019 ; la température minimale est de −12,3 °C, atteinte le 5 février 2012,,.
Les paramètres climatiques de la commune ont été estimés pour le milieu du siècle (2041-2070) selon différents scénarios d'émission de gaz à effet de serre à partir des nouvelles projections climatiques de référence DRIAS-2020. Ils sont consultables sur un site dédié publié par Météo-France en novembre 2022.

## Urbanisme

### Typologie
Au 1er janvier 2024, Mutigny est catégorisée commune rurale à habitat dispersé, selon la nouvelle grille communale de densité à sept niveaux définie par l'Insee en 2022.
Elle est située hors unité urbaine. Par ailleurs la commune fait partie de l'aire d'attraction d'Épernay, dont elle est une commune de la couronne,. Cette aire, qui regroupe 44 communes, est catégorisée dans les aires de 50 000 à moins de 200 000 habitants,.

### Occupation des sols
L'occupation des sols de la commune, telle qu'elle ressort de la base de données européenne d’occupation biophysique des sols Corine Land Cover (CLC), est marquée par l'importance des forêts et milieux semi-naturels (68,4 % en 2018), en diminution par rapport à 1990 (69,7 %). La répartition détaillée en 2018 est la suivante : forêts (68,4 %) et cultures permanentes (31,6 %), ces dernières correspondant principalement au vignoble. L'évolution de l’occupation des sols de la commune et de ses infrastructures peut être observée sur les différentes représentations cartographiques du territoire : la carte de Cassini (XVIIIe siècle), la carte d'état-major (1820-1866) et les cartes ou photos aériennes de l'IGN pour la période actuelle (1950 à aujourd'hui).

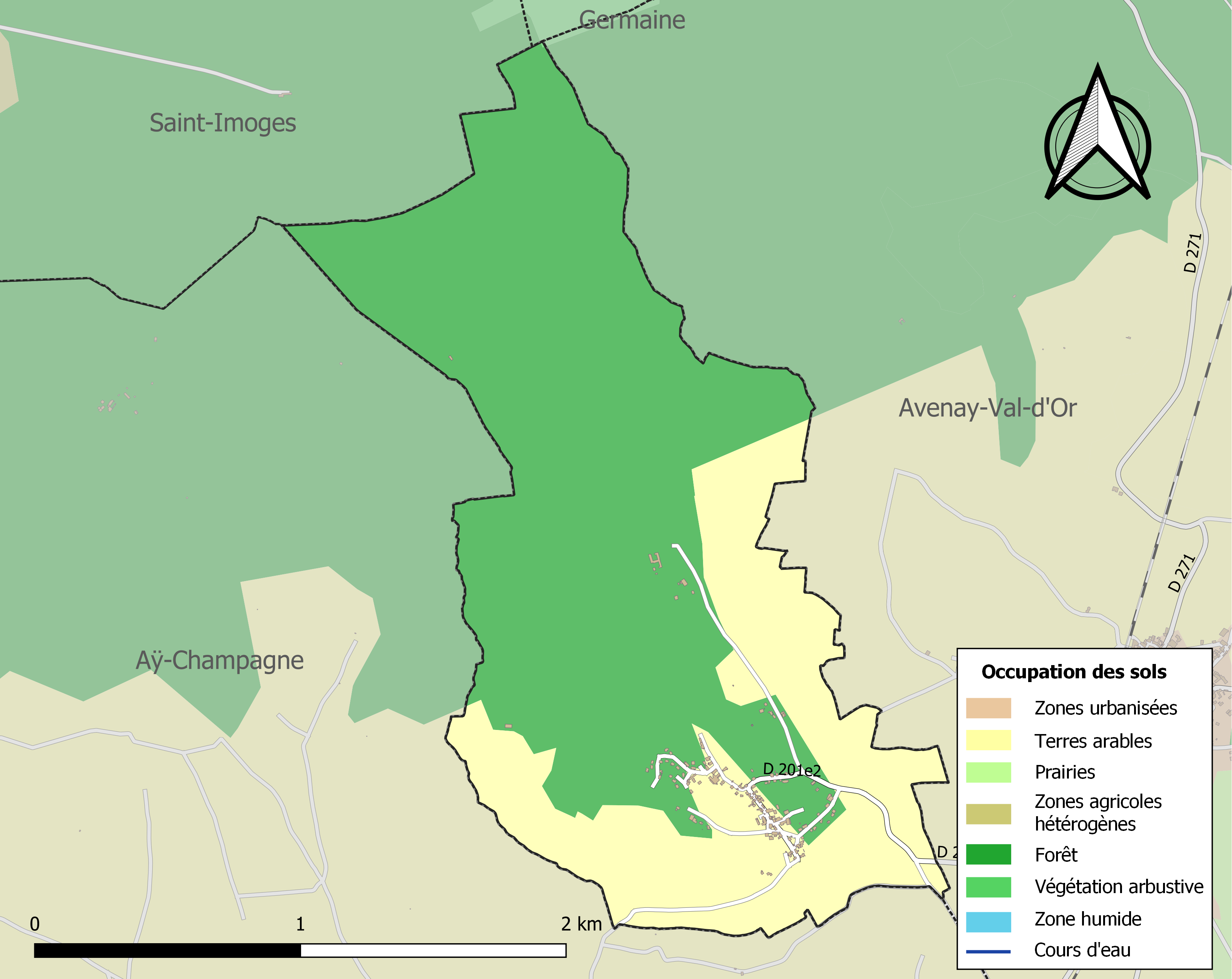
Carte des infrastructures et de l'occupation des sols de la commune en 2018 (CLC).

### Logement
En 2017, l'Insee recense 87 logements à Mutigny (quatre de moins qu'en 2012). Ces logements sont à 96,6 % des maisons et à 3,4 % des appartements. En conséquence, 89,7 % des résidences principales comptent au moins 4 pièces et 64,1 % en comptent 5 ou plus.
Parmi les logements recensés dans la commune, 89,7 % sont des résidences principales, 1,1 % des résidences secondaires et 9,2 % des logements vacants. Plus de quatre ménages sur cinq sont propriétaires de leur logement (82,1%), un chiffre supérieur à la moyenne intercommunale (71 %) et à la moyenne départementale (51,2 %).
Le tableau ci-dessous présente une comparaison de quelques indicateurs chiffrés du logement pour Mutigny, la communauté de communes de la Grande Vallée de la Marne (CCGVM) et le département de la Marne :
|                                        | Mutigny | CCGVM | Marne   |
| -------------------------------------- | ------- | ----- | ------- |
| Ensemble des logements                 | 87      | 7 459 | 294 041 |
| Part des résidences principales (en %) | 89,7    | 88,2  | 88,4    |
| Part des résidences secondaires (en %) | 1,1     | 2,8   | 2,7     |
| Part des logements vacants (en %)      | 9,2     | 8,9   | 8,9     |

Parmi les 77 résidences principales construites avant 2015, seulement 9,1 % l'avaient été avant la fin de la Seconde Guerre mondiale, 15,6 % entre 1946 et 1970, 48,1 % entre 1971 et 1990, 18,2 % entre 1991 et 2005 et 9,1 % depuis 2006. La commune voit ainsi son nombre de logements doubler entre 1968 et 1999.
Le tableau ci-dessous présente l'évolution du nombre de logements sur le territoire de la commune, par catégorie, depuis 1968 :
|                        | 1968 | 1975 | 1982 | 1990 | 1999 | 2007 | 2012 | 2017 |
| ---------------------- | ---- | ---- | ---- | ---- | ---- | ---- | ---- | ---- |
| Résidences principales | 34   | 42   | 50   | 60   | 64   | 74   | 81   | 78   |
| Résidences secondaires | 0    | 3    | 3    | 6    | 5    | 0    | 0    | 1    |
| Logements vacants      | 2    | 2    | 4    | 1    | 2    | 5    | 10   | 8    |
| Total                  | 36   | 47   | 57   | 67   | 71   | 79   | 91   | 87   |

### Risques naturels et technologiques
Le territoire de Mutigny est vulnérable à différents risques naturels. La commune est dans l'obligation d'élaborer et publier un document d'information communal sur les risques majeurs ainsi qu'un plan communal de sauvegarde.
Mutigny est concernée par les risques de mouvements de terrain : 17 glissements de terrain y ont été recensés par le Bureau de recherches géologiques et minières. La commune est comprise dans le périmètre du plan de prévention des risques « glissement de terrain de la Côte d'Ile-de-France - secteur de la vallée de la Marne des tranches 1 et 2 » approuvé en 2014. La montagne de Reims est en effet considérée comme un « secteur propice aux glissements de terrain » et d'importants glissements de terrain ont eu lieu en 1988 et 2000 au lieu-dit des « Charnières » à Mutigny, se propagent en aval en direction d'Ay.
La commune a fait l'objet de plusieurs arrêtés reconnaissant l'état de catastrophe naturelle pour des inondations et coulées de boue parfois accompagnées de mouvements de terrain (en 1983 et 1999) ainsi que pour des mouvements de terrain consécutifs à la sécheresse (en 2018-2019).
Mutigny est affectée par le phénomène de retrait-gonflement des argiles (risque moyen). Le risque sismique est très faible sur son territoire. De même, le potentiel radon de la commune est faible. On compte par ailleurs une cavité souterraine (carrière) sur son territoire.
La commune n'est concernée par aucun risque technologique particulier.

## Toponymie
Le nom de la localité est attesté sous la forme Mutiniacus au IXe siècle.
Il s'agit d'un type toponymique gallo-roman MUTTINIACU (noté indifféremment Mutiniacus, *Mutignacum en latin médiéval). Le premier élément Mutign- s'explique par le nom de personne latin Muttinius (porté par un autochtone). Le second élément -y s'explique par l'évolution régulière du suffixe -(i)acum au nord de la France. Ce suffixe gallo roman est d'origine gauloise et marque la localisation et la propriété. Il est souvent difficile de distinguer le radical du suffixe dans la mesure où -INIACU est devenu un véritable suffixe.
Homonymie avec Mutigney (Jura).
L'explication *Mons Ignis « mont de feu » inventée par les latinistes érudits dans les siècles passés n'a pas de fondement. Le latin mons a régulièrement donné mont en français et la finale -igny extrêmement répandue, par exemple dans les types Montigny (*Montaniacum) ou Champigny (*Campaniacum) n'a aucun rapport avec le mot latin ignis, mot d'ailleurs inusité en Gaule.
Il est possible que les anciens communiquaient par le feu et la fumée de mont à mont, notamment pour prévenir des invasions, mais ça n'a rien à voir avec la formation du toponyme. Face à l'église, on aperçoit le Mont-Aigu (au-dessus d'Avenay-Val-d'Or), le Mont Bernon qui domine Épernay, et le Mont-Aimé qui surplombe Vertus.
La municipalité du village a donné à sa cuvée le nom de « Mondefeu » à cause de cette étymologie légendaire.

## Histoire

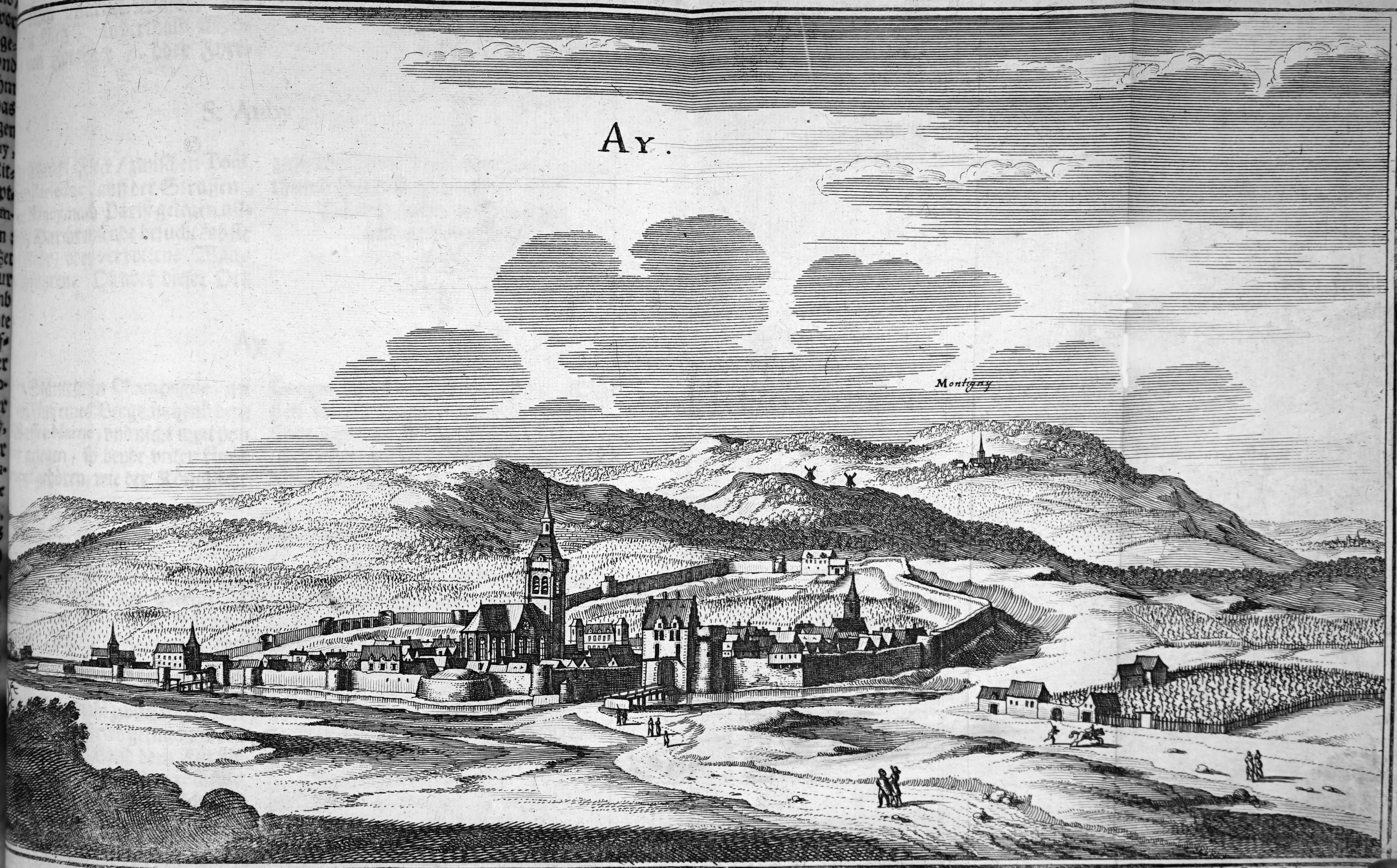
Sur une carte de 1656 derrière Ay.

## Politique et administration

### Rattachements administratifs et électoraux
Du point de vue administratif, la commune est rattachée à l'arrondissement d'Épernay, dans le département de la Marne en région Grand Est. Jusqu'en 2006, elle appartenait à l'arrondissement de Reims.
Sur le plan électoral, Mutigny fait partie du canton d'Épernay-1 (pour les élections départementales) et de la troisième circonscription de la Marne (pour les élections législatives). Avant le redécoupage cantonal de 2014, elle faisait partie du canton d'Ay.

### Intercommunalité

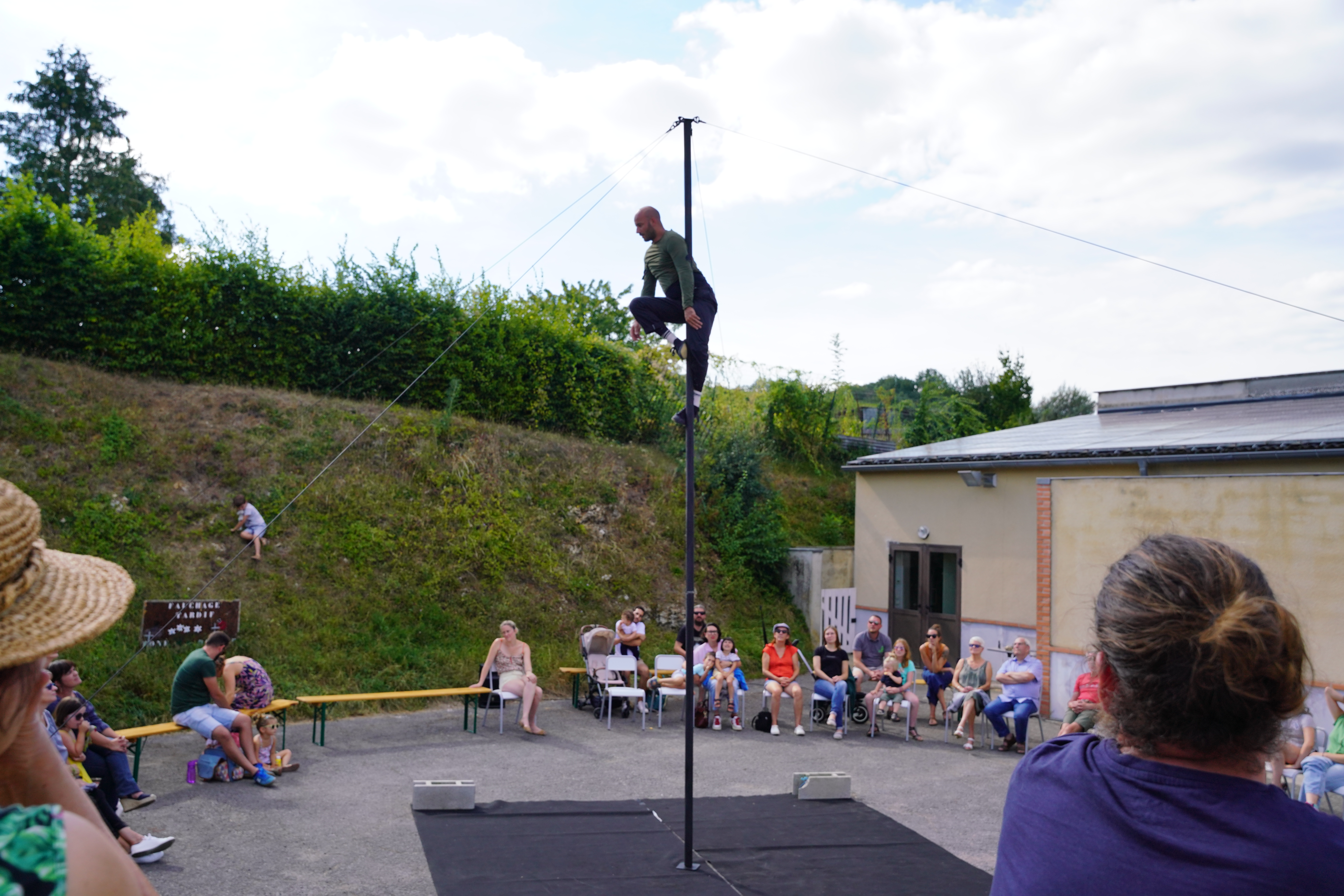
Présentation par la Cie du Chaos organisé par la M.J.C. d'Aÿ.

Mutigny est membre de la communauté de communes de la Grande Vallée de la Marne.
Au 1er janvier 2021, la commune est également membre des intercommunalités suivantes : le SIVU du bassin versant Ay-Mutigny, le syndicat mixte (SM) de la Marne Moyenne (pour la compétence GEMAPI) et le SM de réalisation et de gestion du parc naturel régional de la Montagne de Reims.

### Tendances politiques et résultats
Dans un département ancré à droite, l'électorat de Mutigny tend plutôt vers la gauche. Historiquement, le PCF y réalise des scores élevés, arrivant par exemple en tête des élections européennes de 1999 avec près de 25 % des voix.
La commune connaît généralement une forte participation, supérieure à la moyenne nationale à toutes les élections depuis 2001.

### Administration municipale
| Période                                  | Période                   | Identité             | Étiquette     | Qualité                                                                 |
| ---------------------------------------- | ------------------------- | -------------------- | ------------- | ----------------------------------------------------------------------- |
| Les données manquantes sont à compléter. |                           |                      |               |                                                                         |
| 1879                                     |                           | M. Lecey             |               |                                                                         |
| 1884                                     | 1921                      | Léon Joseph Geoffroy |               | Propriétaire vigneron Président du syndicat viticole anti-phylloxérique |
| Les données manquantes sont à compléter. |                           |                      |               |                                                                         |
| 1977                                     | 1989                      | Jean Lefevre         |               |                                                                         |
| 1989                                     | 1995                      | Elie Rampacek        |               |                                                                         |
| juin 1995                                | 2014                      | Bernard Beaulieu     | Apparenté PCF |                                                                         |
| 2014                                     | En cours (au 24 mai 2020) | Marie-Claude Rémy    |               | Réélue pour le mandat 2020-2026,                                        |

### Jumelage
Au 1er janvier 2021, Mutigny n'est jumelée avec aucune commune.

## Équipements et services publics

### Eau et assainissement
L'approvisionnement en eau potable et l'assainissement des eaux usées sont des compétences de la communauté de communes de la Grande Vallée de la Marne (CCGVM).
En 2019, les deux installations de production d'eau potable en état de fonctionnement de l'intercommunalité sont le captage de Bisseuil et le forage de Tauxières-Mutry. Concernant le stockage de l'eau potable, Mutigny accueille deux réservoirs, d'une capacité de 100 m3 et 250 m3.
L'assainissement des eaux usées de la commune est assuré, de manière collective, par une station d'épuration à boue activée commune à Ay, Mareuil et Mutigny, d'une capacité de 39 167 équivalents-habitants.

### Gestion des déchets
La CCGVM est également compétente en matière de déchets. Elle organise le ramassage des déchets, en distinguant les ordures ménagères, les biodéchets, les déchets recyclables, le verre et les ordures ménagères des habitats collectifs (Mutigny n'est pas concernée par cette dernière prestation). Les déchets (hors verre) sont ensuite valorisés par le syndicat de valorisation des ordures ménagères de la Marne (SYVALOM).
La CCGVM met à disposition de ses habitants quatre déchetteries à Aÿ, Dizy, Mareuil-sur-Ay et Tours-sur-Marne.

### Justice et sécurité
Du point de vue judiciaire, Mutigny relève du conseil de prud'hommes, du tribunal de commerce, du tribunal judiciaire, du tribunal paritaire des baux ruraux et du tribunal pour enfants de Reims, dans le ressort de la cour d'appel de Reims. Pour le contentieux administratif, la commune dépend du tribunal administratif de Châlons-en-Champagne et de la cour administrative d'appel de Nancy.
Mutigny est située en secteur Gendarmerie nationale et dépend de la brigade d'Aÿ-Champagne.
En matière d'incendie et de secours, les casernes les plus proches sont le centre de secours de Tours-sur-Marne et le centre de secours principal d'Épernay, qui dépendent du Service départemental d'incendie et de secours (SDIS) de la Marne. La commune bénéficie également du centre de première intervention intercommunal de la Grande Vallée de la Marne, situé à Aÿ et composé d'une vingtaine de sapeurs-pompiers volontaires.

## Démographie
Les habitants de la commune sont les Mutignats et les Mutignates.
L'évolution du nombre d'habitants est connue à travers les recensements de la population effectués dans la commune depuis 1793. Pour les communes de moins de 10 000 habitants, une enquête de recensement portant sur toute la population est réalisée tous les cinq ans, les populations de référence des années intermédiaires étant quant à elles estimées par interpolation ou extrapolation. Pour la commune, le premier recensement exhaustif entrant dans le cadre du nouveau dispositif a été réalisé en 2007.

En 2022, la commune comptait 206 habitants, en évolution de +7,85 % par rapport à 2016 (Marne : −1,19 %, France hors Mayotte : +2,11 %).
| 1793 | 1800 | 1806 | 1821 | 1831 | 1836 | 1841 | 1846 | 1851 |
| ---- | ---- | ---- | ---- | ---- | ---- | ---- | ---- | ---- |
| 97   | 76   | 78   | 79   | 79   | 81   | 110  | 108  | 100  |

| 1856 | 1861 | 1866 | 1872 | 1876 | 1881 | 1886 | 1891 | 1896 |
| ---- | ---- | ---- | ---- | ---- | ---- | ---- | ---- | ---- |
| 102  | 104  | 112  | 100  | 95   | 102  | 119  | 102  | 104  |

| 1901 | 1906 | 1911 | 1921 | 1926 | 1931 | 1936 | 1946 | 1954 |
| ---- | ---- | ---- | ---- | ---- | ---- | ---- | ---- | ---- |
| 108  | 106  | 93   | 103  | 101  | 138  | 116  | 98   | 98   |

| 1962 | 1968 | 1975 | 1982 | 1990 | 1999 | 2006 | 2007 | 2012 |
| ---- | ---- | ---- | ---- | ---- | ---- | ---- | ---- | ---- |
| 94   | 115  | 120  | 137  | 173  | 188  | 217  | 221  | 208  |

| 2017 | 2022 | - | - | - | - | - | - | - |
| ---- | ---- | - | - | - | - | - | - | - |
| 188  | 206  | - | - | - | - | - | - | - |

## Économie

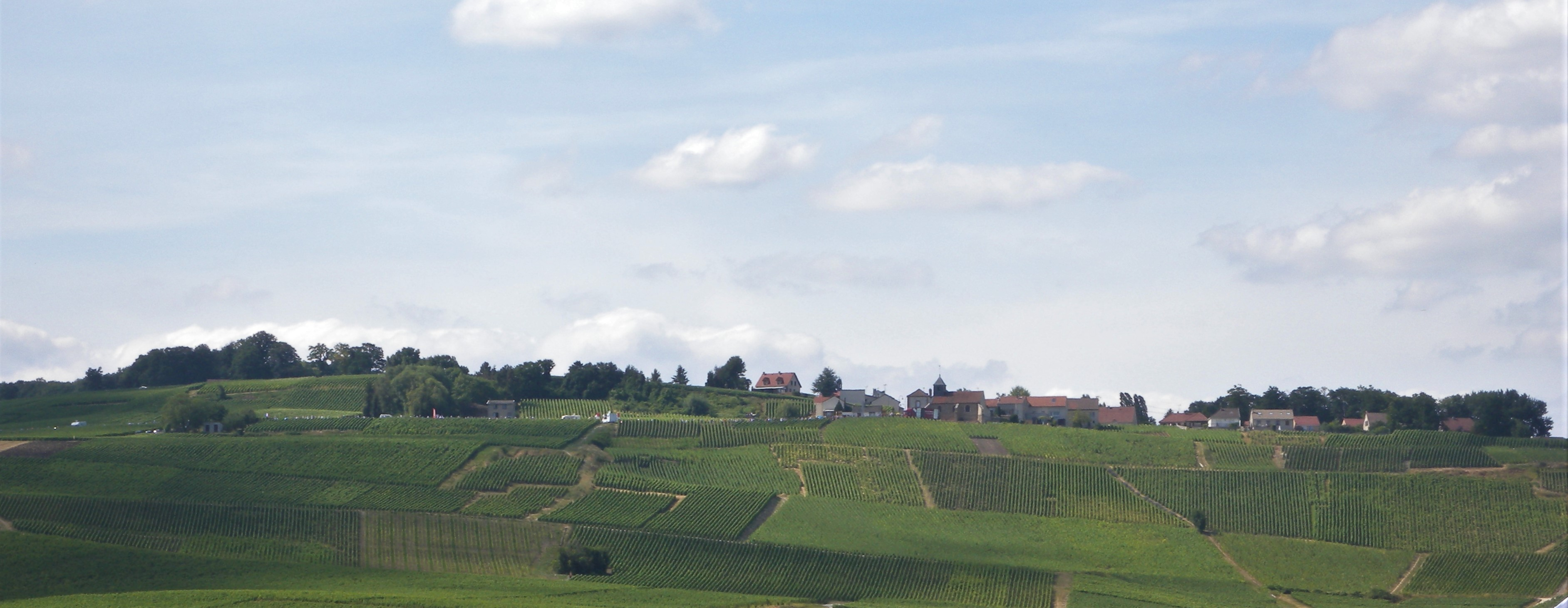
Le village et le vignoble

Mutigny est un village vigneron champenois d'une surface de 104 ha en AOC Champagne, bon nombre de ses habitants vivent avec et pour le champagne et possèdent quelques vignes.
Fort de son exceptionnel potentiel naturel, Mutigny développe une politique d'accueil de nombreux touristes français et étrangers à la recherche de l'authenticité des terroirs et des vins de Champagne.
Vous pouvez passer quelques heures ou quelques jours à Mutigny pour comprendre le champagne, découvrir la richesse de son vignoble avec le Sentier du Vigneron, partager avec les viticulteurs et négociants les subtilités de l'élaboration du champagne en descendant dans les caves, découvrir la cuisine et les produits régionaux ou bien même découvrir par le biais de la balade fleurie notre architecture et celles de nombreux villages et villes classés  au concours national des villes et villages fleuris.

## Culture et patrimoine

### Lieux et monuments

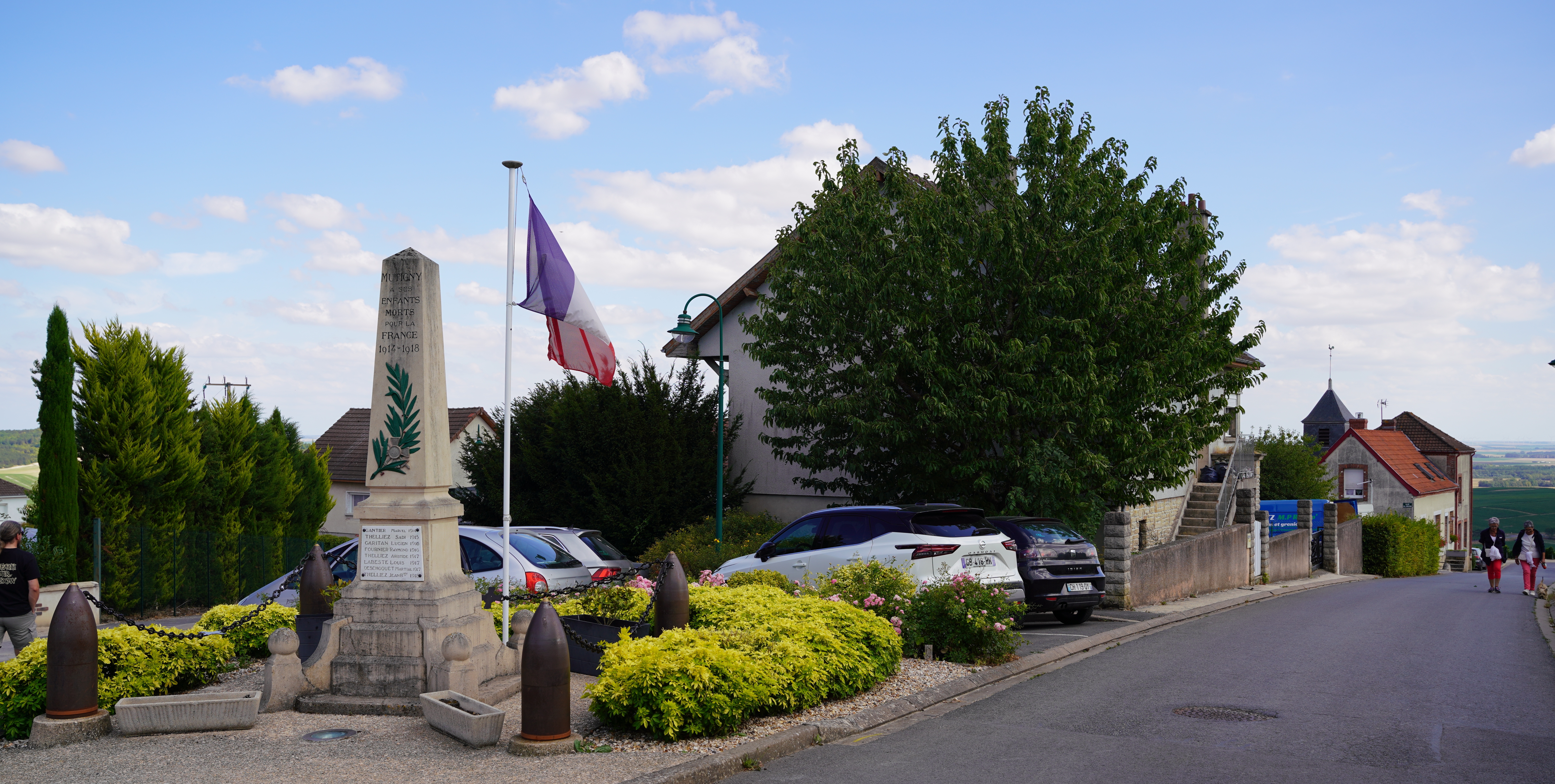
Le monument aux morts au centre du village.

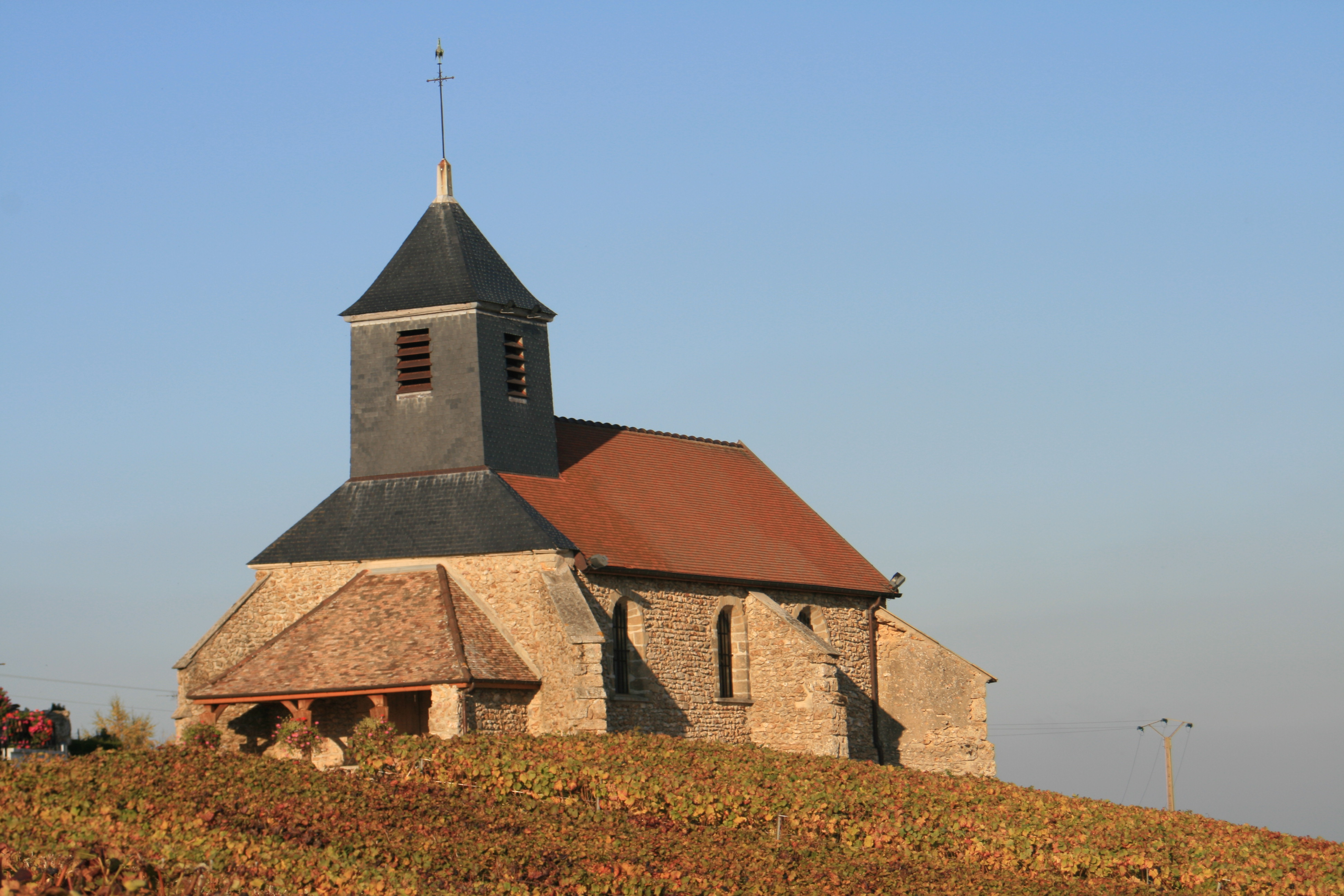
L'église Saint-Martin.

- L'église Saint-Martin est édifiée au XVe siècle sur un promontoire, au-dessus du vignoble champenois[66]. D'abord bâtie en bois, elle est reconstruite en pierre meulière, issue de la commune, à la suite d'un incendie. Il s'agit de l'unique église de la région à posséder un porche en pierre[66],[67].
- Le sentier du vigneron : randonnée pédestre de 2,2 km au cœur des vignes jalonnée de 11 stations pédagogiques et ludiques. Possibilité de visite guidée (plus d'informations en mairie de Mutigny), de dégustations de champagne, de repas champenois et de visite de caves.
- Le manoir de Montflambert transformé aujourd'hui en chambre d'hôtes.
- La mairie-école a vu le jour grâce à la ténacité du maire de l'époque Léon Geoffroy qui a su œuvrer avec beaucoup de patience pour que ce projet soit réalisé. Elle fut inaugurée le 29 juillet 1905. L'architecte était Henri Picard d'Épernay. Elle comprenait une classe mixte, une petite garderie, une mairie et un logement d'instituteur. Le montant des travaux s'élevait à 35 455,37 francs.

### Manifestations culturelles et festivités

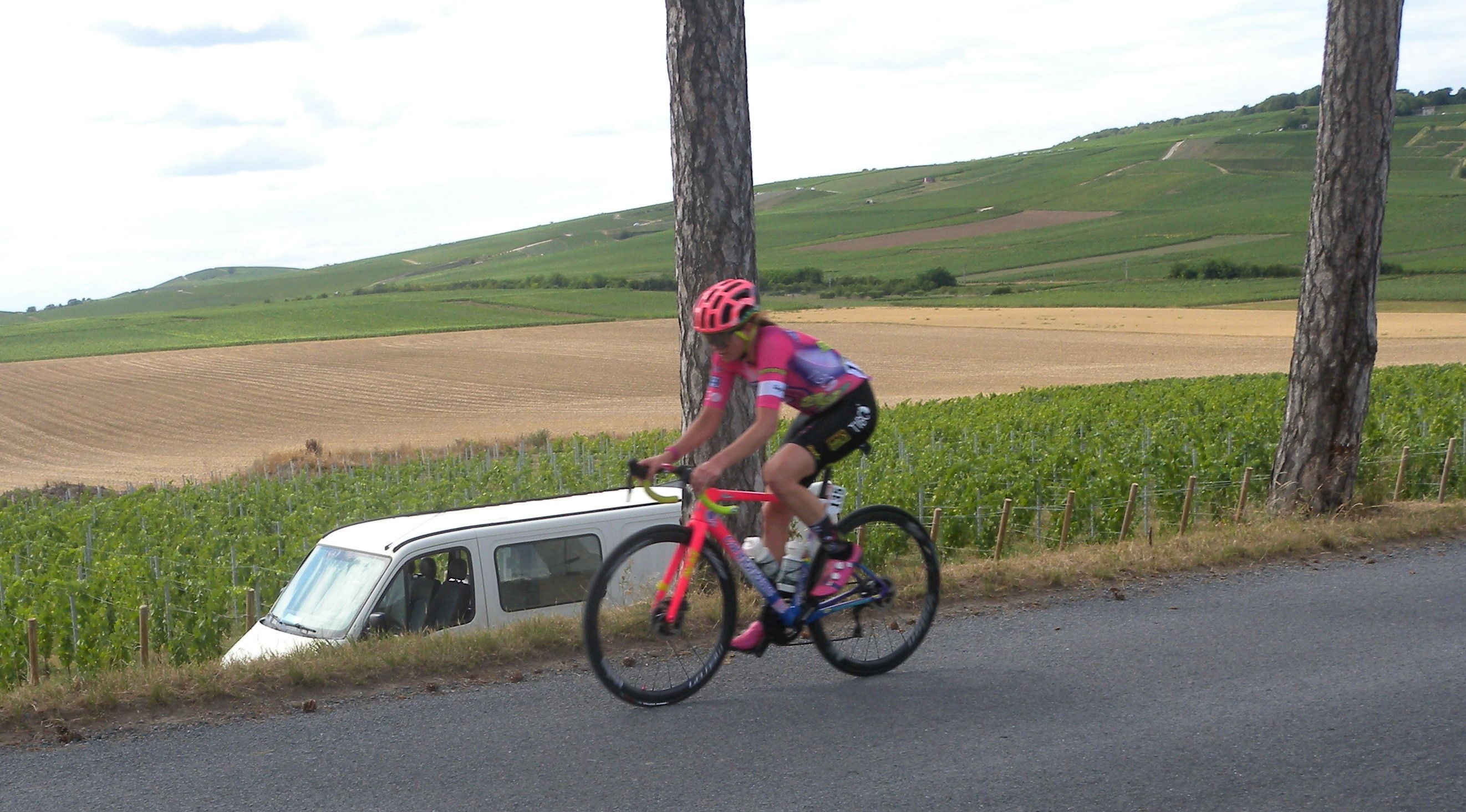
Coureuse du Tour de France.

- Le 1er novembre a lieu la brocante de Mutigny. Organisée par l'association des amis de l'église, elle accueille 150 exposants et 6 000 visiteurs[67].
- Lors de la 3e étape du Tour de France 2019, la route d'Aÿ à Mutigny comptait pour le classement du meilleur grimpeur.

### Personnalités liées à la commune
La place de la mairie est renommée place Achille-et-Roger-Garitan, en hommage aux anciens instituteurs du village.
- Achille Garitan est né à Ludes le 23 février 1867, marié avec Henriette Ostertag, ils avaient cinq enfants : deux filles, Madeleine et Lucienne ; trois garçons, Lucien (mort au champ d'honneur, son nom figure sur le monument aux morts), Charles et Roger. Étant arrivé dans la commune en 1899, il a dû éprouver beaucoup de plaisir lors de la rentrée des classes[non neutre] en 1905 dans une école toute neuve. Il fut instituteur jusqu'à sa mort en 1922, fut enterré à Mareuil-sur-Ay. C'est son fils Roger qui le remplacera jusqu'en 1926.
- Roger Garitan était né à Mutigny en 1900. Il fut instituteur à Florent-en-Argonne puis à Mutigny de 1922 à 1926. Il était membre du syndicat des instituteurs ; sorti 2e de Saint-Cyr. Militant socialiste, il entra dans la Résistance avec le mouvement Libération de Reims Libération-Nord[68]. Il reconnut des terrains de parachutages en coopération avec l'un de ses beaux-frères, Pierre Florion, contrôleur principal au centre téléphonique de Reims. Ce dernier prépare un plan de sabotage de communications téléphoniques et télégraphiques de l'ennemi. Transmis à Londres, ce plan servit de modèle pour l'établissement d'un autre à l'échelle nationale. Roger Garitan est arrêté le 21 février 1944 et interrogé par la Gestapo, rue Jeanne D'arc, son beau-frère également au même moment à l'hôtel des portes de Reims. Il reste emprisonné à la maison d'arrêt boulevard Robespierre à Reims et part le 4 mai 1944 pour Compiègne faisant partie d'un convoi d'une cinquantaine de détenus marnais. Le 21 mai, il part pour le camp de concentration de Neuengamme (près de Hambourg). C'est lors d'un transfert par chemin de fer dans de terribles conditions qu'il mourut de faim et d'épuisement le 15 avril 1945 à Ludwigslust quelques jours avant la délivrance tant attendue. Il repose dans une fosse commune de quelque 2 000 déportés. Des hommes qui comme lui n'ont pu survivre à cet enfer créé par la barbarie nazie.
- Léon Joseph Geoffroy, chevalier de la légion d'honneur et du mérite agricole, né à Athis le 10 juin 1847. Propriétaire vigneron, il fut maire de la commune de Mutigny du 18/05/1884 au 26/10/1921 et également président du syndicat viticole anti-phylloxérique. C'est grâce à lui qu'une mairie-école fut construite.
- La famille Thelliez garde les discours qu'ont lus Achille et Roger Garitan[réf. nécessaire], lors du rapatriement des corps d'Aristide et Jean Baptiste Thelliez. Tous deux morts pour la France.